# Cantigaglione
Il Cantigaglione è un torrente della Sicilia.

## Caratteristiche
Segna il confine meridionale tra la Provincia di Agrigento e la Provincia di Caltanissetta e più esattamente tra comuni di Butera e Licata.
Il torrente sfocia nel Mar Mediterraneo in località Punta Due Rocche, Limitrofa alla Spiaggia Due Rocche. 
Nella Spiaggia Due Rocche il 10 luglio 1943 avvenne lo sbarco in Sicilia degli Alleati e Spiaggia Due Rocche era denominata spiaggia blu..